# La maffia
La maffia és una pel·lícula argentina de 1972, dirigida per Leopoldo Torre Nilsson i protagonitzada per Alfredo Alcón i José Slavin. Estrenada a Buenos Aires el 29 de març de 1972. Guanyadora del Còndor de Plata a la millor pel·lícula de 1973.

## Argument
El film tracta del cas de dos mafiosos de la ciutat de Rosario, Argentina, conegut com a Chicho Grande (interpretat per José Slavin) i Chicho Chico (interpretat per Alfredo Alcón), que controlaven la prostitució i el joc a la ciutat, durant la dècada del 1930, raó per la qual va ser coneguda com la "Chicago Argentina".
Els noms es van canviar per protegir el culpable en aquest thriller basat en les proeses d'un mafiós argentí en els anys 20 i 30. Francesco Donato (Jose Slavin) és el padrí de la màfia argentina, però el seu ajudant Luciano (Alfredo Alcon) vol el seu lloc. Creu que sap com expandir el seu negoci més enllà de la prostitució i la protecció. El segrest i l'assassinat d'un milionari prominent dona realment mala premsa al grup. En efecte, la policia pren dures mesures contra totes les activitats dels gàngsters.

## Repartiment
- Alfredo Alcón (Luciano Benoit, àlies "Chicho Chico")
- Thelma Biral (Ada Donato)
- José Slavin (Francesco Donato, àlies "Chicho Grande")
- China Zorrilla (Asunta Donato)
- Héctor Alterio (Dr. Dino Paoletti)
- José María Gutiérrez (Manolo, "El Gallego")
- Linda Peretz (Hebe)
- Miguel Jordán (Diputat)
- Rodolfo Varela (Cristóbal Costa)
- Diego Botto (Marcelo Álvarez)
- Alejandro Marcial (Inspector Hernández)
- Raúl Fraire (Segrestador)
- Oscar Pedemonti
- Saúl Jarlip (Dino Marchesi)
- Tina Francis (Prostituta 1)
- Noemí Granata (Prostituta 2)
- Roberto Airaldi (Regidor)
- Rodolfo Brindisi
- Bernardo Perrone
- Amadeo Sáenz Valiente
- Eduardo Gualdi
- Elio Erami
- Mario Luciani (Orestes)
- Jorge Hacker (Otto)
- Víctor Villa
- Nerio Yacometti
- Alfonso Senatore
- Juan Manuel Barrau
- Miguel Bayón
- Marta Luna
- José E. Felicetti
- Nino Udine (Home en el túnel)
- Francisco Domínguez
- Mario Yantorno
- Luis Orbegoso

## Premis
- 1973. Premis Cóndor de Plata: millor pel·lícula.